# Palosaari (ö i Finland, Södra Savolax, Nyslott, lat 61,65, long 28,94)
Palosaari är en ö i Finland. Den ligger i sjön Pihlajavesi och i kommunen Nyslott i  landskapet Södra Savolax, i den sydöstra delen av landet, 270 km nordost om huvudstaden Helsingfors. Öns area är 1,6 hektar och dess största längd är 180 meter i nord-sydlig riktning.